# Manfred Frank
Manfred Frank (ur. 22 marca 1945 w Wuppertalu) – niemiecki filozof, profesor uniwersytetu w Tybindze.

## Wybrane publikacje
- Das Problem 'Zeit' in der deutschen Romantik. Zeitbewußtsein und Bewußtsein von Zeitlichkeit in der frühromantischen Philosophie und in Tiecks Dichtung, Winkler, München 1972
- Der unendliche Mangel an Sein. Schellings Hegelkritik und die Anfänge der Marxschen Dialektik, Suhrkamp, Frankfurt 1975
- Das individuelle Allgemeine. Textstrukturierung und -interpretation nach Schleiermacher, Frankfurt 1977
- Die unendliche Fahrt. Ein Motiv und sein Text, Suhrkamp, Frankfurt 1979
- Das Sagbare und das Unsagbare. Studien zur neuesten französischen Hermeneutik und Texttheorie, Suhrkamp, Frankfurt 1980
- Der kommende Gott. Vorlesungen über die Neue Mythologie, I. Teil, Suhrkamp, Frankfurt 1982 (wyd. pol. Nadchodzący Bóg. Wykłady o nowej mitologii. przeł. T. Zatorski, Fundacja Augusta hr. Cieszkowskiego, Warszawa 2021)
- Was ist Neostrukturalismus?, Suhrkamp, Frankfurt 1983
- Eine Einführung in Schellings Philosophie, Frankfurt 1985
- mit Rolf Kauffeldt und Gerhard Plumpe: Gott im Exil. Vorlesungen über die Neue Mythologie, II. Teil, Suhrkamp, Frankfurt 1988
- Die Unhintergehbarkeit von Individualität. Reflexionen über Subjekt, Person und Individuum aus Anlaß ihrer 'postmodernen' Toterklärung, Suhrkamp, Frankfurt 1986
- Die Grenzen der Verständigung. Ein Geistergespräch zwischen Lyotard und Habermas, Suhrkamp, Frankfurt 1988
- Kaltes Herz, Unendliche Fahrt, Neue Mythologie. Motiv-Untersuchungen zur Pathogenese der Moderne, Frankfurt 1989
- mit Gianfranco Soldati: Ludwig Wittgenstein|. Literat und Philosoph, Pfullingen 1989
- Eine Einführung in die frühromantische Ästhetik. Vorlesungen, Frankfurt 1989
- Zeitbewußtsein, Pfullingen 1990
- Selbstbewußtsein und Selbsterkenntnis. Essays zu analytischen Philosophie der Subjektivität, Stuttgart 1991
- Stil in der Philosophie, Reclam, Stuttgart 1992
- „Conditio moderna“. Essays, Reden, Programm, Reclam, Leipzig 1993
- „Unendliche Annäherung.“ Die Anfänge der philosophischen Frühromantik, Frankfurt 1997
- Selbstgefühl. Eine historisch-systemaische Erkundung, Suhrkamp, Frankfurt 2002
- Warum bin ich ich? Eine Frage für Kinder und Erwachsene, Insel, Frankfurt 2007
- Auswege aus dem Deutschen Idealismus, Suhrkamp, 2007 Okt.
- "Mythendämmerung. Richard Wagner im frühromantischen Kontext", Wilhelm Fink, 2008 März